# Parastasia polita
Parastasia polita är en skalbaggsart som beskrevs av Ohaus 1911. Parastasia polita ingår i släktet Parastasia och familjen Rutelidae. Inga underarter finns listade i Catalogue of Life.